# 藤沢烈
藤沢 烈（ふじさわ れつ、1975年11月10日 - ）は、日本の社会起業家、経営コンサルタント。一般社団法人RCF代表理事、新公益連盟事務局長、Jリーグ理事、復興推進委員会委員。
内閣官房参事官補佐、文部科学省教育復興支援員、復興庁政策調査官、東京大学大学院情報学環ベネッセ先端教育技術学講座フェロー等を歴任。G1・KIBOWソーシャルアワード、若者力大賞ユースリーダー支援賞受賞。

## 人物・経歴
京都府生まれ。のち千葉県に転居。1994年、開成中学校・高等学校を卒業、1994年一橋大学社会学部入学。
1997年から2000年まで大学を休学し王子でレストランバーサロン「狐の木」を運営するが、経営に失敗し、2001年に大学を卒業した後は経営を学ぶため、大学でインターンシップの募集をしていたマッキンゼー・アンド・カンパニーのコンサルタントとなる。在職中、かものはしプロジェクト設立を支援。2003年、特定非営利活動法人エティックの地域活性化プロジェクトを手伝うために退社し経営コンサルタントとして独立。同年竹橋に株式会社カスケードを共同設立。同社代表取締役社長。2006年、株式会社カスケードから分社する形で株式会社RCFを設立し、同社代表取締役社長。
東日本大震災発生後、社会事業コーディネーターとして社会課題解決事業に携わり、約50のプロジェクトを手掛ける。内閣官房震災ボランティア連携室参事官補佐在職中の2011年10月に一般社団法人RCF復興支援チーム（現一般社団法人RCF）を設立。2012年に復興庁が設立されると同庁政策調査官に就任。2016年、駒崎弘樹が代表理事を務める新公益連盟の理事に、小沼大地、白井智子とともに就任し、事務局をRCF内に設置、事務局長兼務。同年、G1・KIBOWソーシャルアワード2016社会起業家部門及び第8回若者力大賞ユースリーダー支援賞個人部門受賞、一新塾講師。
この間、文部科学省教育復興支援員、総務省ICT地域活性化懇談会構成員、総務省地域力創造アドバイザー、総務省災害時等の情報伝達の共通基盤の在り方に関する研究会委員、福島県東日本大震災・原子力災害アーカイブ拠点施設有識者会議委員、仙台市国家戦略特別区域会議有識者メンバー、一般財団法人KIBOWインパクト投資アドバイザリーボードメンバー、復興庁「新しい東北」復興・創生顕彰選定委員、国土交通省まちづくり活動の担い手のあり方検討会委員、2020年以降の経済財政構想小委員会オブザーバー、東京オリンピック・パラリンピック競技大会組織委員会聖火リレー検討委員会委員、休眠預金未来構想プラットフォームメンバー、釜石市地方創生アドバイザー、特定非営利活動法人エティックフェロー、特定非営利活動法人アイ・エス・エル・フェロー、東京大学大学院情報学環ベネッセ先端教育技術学講座フェロー、株式会社コネクティ監査役等を歴任し、企業の経営顧問や社外取締役も務める。
2019年12月27日、企業版ふるさと納税の実行プロジェクト設計と運営活用・伴走支援を開始。2020年公益社団法人日本プロサッカーリーグ理事、一般社団法人 パブリックアフェアーズジャパンアドバイザー。2023年復興庁復興推進委員会委員。

## 受賞
- 2016年、G1・KIBOWソーシャルアワード2016を受賞[23]。
- 2016年、「第8回若者力大賞」ユースリーダー支援賞・個人部門を受賞[24]。

## 著書
- 『人生100年時代の国家戦略』ISBN 978-4492212356 東洋経済新報社 (2017年12月8日)
- 『社会のために働く 未来の仕事とリーダーが生まれる現場』ISBN 978-4062193528 講談社 (2015年3月11日)

### 共著
- 岡本全勝編、青柳光昌 共著『東日本大震災 復興が日本を変える-行政・企業・NPOの未来のかたち』ISBN 978-4324101278 ぎょうせい (2016年2月27日)
- 古市憲寿、開沼博、山崎亮、藤村龍至、西田亮介 共著『ニッポンのジレンマ ぼくらの日本改造論』ISBN 978-4022735225（共著）朝日新書 (2013年9月13日)
- 谷本晴樹、淵田仁、吉野裕介、西田亮介、塚越健司編『「統治」を創造する 新しい公共/オープンガバメント/リーク社会』ISBN 978-4393333129 春秋社 (2011年12月21日)